# Liste der Mitglieder der Badischen Ständeversammlung 1901 bis 1902
Diese Liste umfasst die Mitglieder der Ständeversammlung des Großherzogtums Baden für die Sessionen des 40. ordentlichen Landtags. Die Eröffnung fand am 26. November 1901 statt. Die Schlusssitzung fiel auf den 10. Juli 1902. Insgesamt fanden 26 Sitzungen der Ersten Kammer und 128 Sitzungen der Zweiten Kammer statt.

## Präsidium der Ersten Kammer
Präsident: Prinz Karl von Baden

1. Vizepräsident: Graf Franz von Bodman

2. Vizepräsident: Geheimer Kommerzienrat Philipp Diffené

## Mitglieder der Ersten Kammer

### Prinzen des Hauses Baden
- Erbgroßherzog Friedrich von Baden (war nie anwesend)
- Prinz Maximilian von Baden
- Prinz Karl von Baden

### Standesherren
- Fürst Max Egon zu Fürstenberg (war nie anwesend)
- Fürst Ernst zu Leiningen (war nie anwesend)
- Fürst Erwein von der Leyen
- Fürst Ernst zu Löwenstein-Wertheim-Freudenberg (war nie anwesend)
- Fürst Karl zu Löwenstein-Wertheim-Rosenberg
- Graf Emich zu Leiningen-Billigheim

### Vertreter der katholischen Kirche
- Thomas Nörber,[3] Erzbischof von Freiburg (war nie anwesend)

### Vertreter der evangelischen Landeskirche
- Albert Helbing,[3] Prälat der Evangelischen Landeskirche

### Vertreter des grundherrlichen Adels

#### Oberhalb der Murg
- Graf Robert von Andlaw
- Freiherr (seit 1902 Graf) Franz von und zu Bodman
- Graf Konstantin von Hennin
- Freiherr Wilhelm von Röder, General z. D.

#### Unterhalb der Murg
- Freiherr Sigmund von Berckheim, Oberschloßhauptmann
- Freiherr Ernst August Göler von Ravensburg
- Graf Raban von Helmstatt
- Freiherr Albrecht Rüdt von Collenberg-Bödigheim, Landgerichtsdirektor

### Vertreter der Landesuniversitäten
- Dietrich Schäfer,[3] Professor, Vertreter der Universität Heidelberg
- Gustav Rümelin,[3] Hofrat, Vertreter der Universität Freiburg

### Vom Großherzog ernannte Mitglieder
- Freiherr Ferdinand von Bodman, Gutsbesitzer, Gesandter
- Friedrich Freiherr Neubronn von Eisenburg, Geheimrat, Oberlandesgerichtspräsident
- Carl Engler,[3] Geheimer Hofrat
- Ferdinand Lewald,[3] Geheimrat, Präsident des Verwaltungsgerichtshofs
- Philipp Diffené, Geheimer Kommerzienrat
- Ferdinand Sander, Geheimer Kommerzienrat
- Ferdinand Scipio, Geheimer Kommerzienrat
- Karl Krafft, Fabrikant, Kommerzienrat

## Präsidium der Zweiten Kammer
Präsident: Albert Gönner

1. Vizepräsident: Georg Karl Lauck

2. Vizepräsident: Karl Heimburger

## Die gewählten Abgeordneten der Zweiten Kammer
Seit 1871 wurden die badischen Wahlbezirke nicht mehr wie von 1819 bis 1870 üblich mit separaten Nummernkreisen für Stadtwahlbezirke und Ämterwahlbezirke unterschieden, sondern nach geographischen Gesichtspunkten von Süden nach Norden fortlaufend von 1 bis 56 nummeriert. Nachfolgend sind jedoch die Stadtwahlbezirke und die Ämterwahlbezirke in zwei separaten Abschnitten zusammengefasst, wodurch die Nummerierung der Wahlbezirke jeweils unvollständig erscheint.

### Stadtwahlbezirke
| Wahlbezirk | Bezeichnung des Wahlbezirks              | Name des Abgeordneten                                           | Fraktion                          |
| ---------- | ---------------------------------------- | --------------------------------------------------------------- | --------------------------------- |
| 3.         | Wahlbezirk der Stadt Konstanz            | Ernst Kist                                                      | Nationalliberale Partei           |
| 9.         | Wahlbezirk der Stadt Lörrach mit Stetten | Markus Pflüger                                                  | Freisinnige Volkspartei           |
| 18. I.     | Wahlbezirk der Stadt Freiburg            | Constantin Fehrenbach                                           | Zentrum                           |
| 18. II.    | Wahlbezirk der Stadt Freiburg            | Ferdinand Fischer                                               | Zentrum                           |
| 21.        | Wahlbezirk der Stadt Lahr                | Gustav Höring                                                   | Nationalliberale Partei           |
| 26.        | Wahlbezirk der Stadt Offenburg           | Oskar Muser                                                     | Deutsche Volkspartei (Demokraten) |
| 31.        | Wahlbezirk der Stadt Baden               | Albert Gönner                                                   | Nationalliberale Partei           |
| 32.        | Wahlbezirk der Stadt Rastatt             | Karl Franz                                                      | Nationalliberale Partei           |
| 35. I.     | Wahlbezirk der Stadt Karlsruhe           | Gustav Binz                                                     | Nationalliberale Partei           |
| 35. II.    | Wahlbezirk der Stadt Karlsruhe           | Robert Goldschmit                                               | Nationalliberale Partei           |
| 35. III.   | Wahlbezirk der Stadt Karlsruhe           | Paul Frühauf                                                    | Freisinnige Volkspartei           |
| 37.        | Wahlbezirk der Stadt Durlach             | Anton Fendrich                                                  | SPD                               |
| 41.        | Wahlbezirk der Stadt Bruchsal            | Karl Hoffmann                                                   | Deutsche Volkspartei (Demokraten) |
| 42. I.     | Wahlbezirk der Stadt Pforzheim           | Wilhelm Opificius 1902 zurückgetreten, gefolgt von Geck         | SPD                               |
| 42. I.     | Wahlbezirk der Stadt Pforzheim           | Adolf Geck Mandatsnachfolger für den zurückgetretenen Opificius | SPD                               |
| 42. II.    | Wahlbezirk der Stadt Pforzheim           | Albert Wittum                                                   | Nationalliberale Partei           |
| 45. I.     | Wahlbezirk der Stadt Mannheim            | Robert Kramer                                                   | SPD                               |
| 45. II.    | Wahlbezirk der Stadt Mannheim            | Anton Geiß                                                      | SPD                               |
| 45. III.   | Wahlbezirk der Stadt Mannheim            | August Dreesbach                                                | SPD                               |
| 48. I.     | Wahlbezirk der Stadt Heidelberg          | Rupert Rohrhurst                                                | Nationalliberale Partei           |
| 48. II.    | Wahlbezirk der Stadt Heidelberg          | Karl Wilckens                                                   | Nationalliberale Partei           |

### Ämterwahlbezirke
| Wahlbezirk | Bezeichnung des Wahlbezirks                                                      | Name des Abgeordneten                      | Fraktion                          |
| ---------- | -------------------------------------------------------------------------------- | ------------------------------------------ | --------------------------------- |
| 1.         | Wahlbezirk der Ämter Überlingen und Pfullendorf mit Teilen des Amtes Stockach    | Friedrich Hug                              | Zentrum                           |
| 2.         | Wahlbezirk des Amtes Meßkirch mit Teilen des Amtes Stockach                      | Karl Hauser                                | Nationalliberale Partei           |
| 4.         | Wahlbezirk des Amtes Konstanz                                                    | Josef Gießler                              | Zentrum                           |
| 5.         | Wahlbezirk des Amtes Engen mit Teilen des Amtes Stockach                         | Emil Goldschmid                            | Nationalliberale Partei           |
| 6.         | Wahlbezirk des Amtes Bonndorf mit Teilen des Amtes Waldshut                      | Ferdinand Kriechle                         | Nationalliberale Partei           |
| 7.         | Wahlbezirk mit Teilen der Ämter Waldshut und Säckingen                           | Philipp Blümmel                            | Zentrum                           |
| 8.         | Wahlbezirk des Amtes St. Blasien mit Teilen der Ämter Schönau und Neustadt       | Adolf Ernst Birkenmayer                    | Zentrum                           |
| 10.        | Wahlbezirk des Amtes Lörrach (ohne Stetten)                                      | Karl Dreher                                | Nationalliberale Partei           |
| 11.        | Wahlbezirk des Amtes Schopfheim mit Teilen der Ämter Säckingen und Schönau       | Georg Peter Weygoldt                       | Nationalliberale Partei           |
| 12.        | Wahlbezirk des Amtes Müllheim mit Teilen des Amtes Staufen                       | Ernst Blankenhorn                          | Nationalliberale Partei           |
| 13.        | Wahlbezirk des Amtes Donaueschingen                                              | Julius Kirsner                             | Nationalliberale Partei           |
| 14.        | Wahlbezirk des Amtes Villingen mit Teilen des Amtes Neustadt                     | Benjamin Grüninger                         | Zentrum                           |
| 15.        | Wahlbezirk mit Teilen der Ämter Staufen und Freiburg                             | Jonas Dieterle                             | Zentrum                           |
| 16.        | Wahlbezirk des Amtes Breisach mit Teilen des Amtes Freiburg                      | Josef Julius Schüler                       | Zentrum                           |
| 17.        | Wahlbezirk des Amtes Waldkirch mit Teilen der Ämter Emmendingen und Freiburg     | Josef Stratz                               | Zentrum                           |
| 19.        | Wahlbezirk mit Teilen des Amtes Emmendingen                                      | Wilhelm Pfefferle                          | Nationalliberale Partei           |
| 20.        | Wahlbezirk des Amtes Ettenheim mit Teilen des Amtes Emmendingen                  | Emil Armbruster                            | Zentrum                           |
| 22.        | Wahlbezirk des Amtes Lahr mit Teilen des Amtes Offenburg                         | Karl Heimburger                            | Deutsche Volkspartei (Demokraten) |
| 23.        | Wahlbezirk des Amtes Triberg mit Teilen des Amtes Wolfach                        | Alois Herth                                | Zentrum                           |
| 24.        | Wahlbezirk mit Teilen der Ämter Wolfach und Offenburg                            | Michael Josef Hennig                       | Zentrum                           |
| 25.        | Wahlbezirk mit Teilen des Amtes Offenburg                                        | Richard Hergt                              | Zentrum                           |
| 27.        | Wahlbezirk des Amtes Kehl                                                        | Gustav Hauß                                | Nationalliberale Partei           |
| 28.        | Wahlbezirk des Amtes Oberkirch mit Teilen des Amtes Achern                       | Franz Friedrich Geppert                    | Zentrum                           |
| 29.        | Wahlbezirk mit Teilen der Ämter Achern und Bühl                                  | Georg Karl Lauck                           | Zentrum                           |
| 30.        | Wahlbezirk des Amtes Baden mit Teilen der Ämter Bühl und Rastatt                 | Fridolin Eckert                            | Zentrum                           |
| 33.        | Wahlbezirk mit Teilen des Amtes Rastatt                                          | Johann Anton Zehnter                       | Zentrum                           |
| 34.        | Wahlbezirk des Amtes Ettlingen mit Teilen des Amtes Rastatt                      | Theodor Wacker                             | Zentrum                           |
| 36.        | Wahlbezirk des Amtes Karlsruhe                                                   | Karl Emil Freiherr Stockhorner von Starein | Deutschkonservative Partei        |
| 38.        | Wahlbezirk des Amtes Durlach mit Teilen des Amtes Bruchsal                       | Franz Vorderer                             | Deutsche Volkspartei (Demokraten) |
| 39.        | Wahlbezirk des Amtes Bretten mit Teilen des Amtes Bruchsal                       | Georg Kögler                               | Nationalliberale Partei           |
| 40.        | Wahlbezirk mit Teilen des Amtes Bruchsal                                         | Julius Breitner                            | Zentrum                           |
| 43.        | Wahlbezirk des Amtes Pforzheim                                                   | Robert Emil Eichhorn                       | SPD                               |
| 44.        | Wahlbezirk des Amtes Schwetzingen mit Teilen des Amtes Mannheim                  | Johann Baptist Eder                        | Deutsche Volkspartei (Demokraten) |
| 46.        | Wahlbezirk des Amtes Weinheim mit Teilen des Amtes Mannheim                      | Valentin Müller                            | Nationalliberale Partei           |
| 47.        | Wahlbezirk des Amtes Wiesloch mit Teilen des Amtes Heidelberg                    | Gustav Greiff                              | Nationalliberale Partei           |
| 49.        | Wahlbezirk mit Teilen des Amtes Heidelberg                                       | Friedrich Mampel                           | Deutschsoziale Partei             |
| 50.        | Wahlbezirk des Amtes Eppingen mit Teilen des Amtes Sinsheim                      | Jakob Burkhard                             | Bund der Landwirte                |
| 51.        | Wahlbezirk mit Teilen des Amtes Sinsheim                                         | Heinrich Neuwirth                          | Nationalliberale Partei           |
| 52.        | Wahlbezirk des Amtes Eberbach mit Teilen des Amtes Buchen                        | Alfred Schmid                              | Nationalliberale Partei           |
| 53.        | Wahlbezirk des Amtes Mosbach                                                     | Rudolf Obkircher                           | Nationalliberale Partei           |
| 54.        | Wahlbezirk des Amtes Wertheim mit Teilen der Ämter Buchen und Tauberbischofsheim | August Neuhaus                             | Zentrum                           |
| 55.        | Wahlbezirk mit Teilen des Amtes Tauberbischofsheim                               | Wilhelm Köhler                             | Zentrum                           |
| 56.        | Wahlbezirk der Ämter Adelsheim und Boxberg                                       | Hermann Klein                              | Nationalliberale Partei           |

## Belege und Anmerkungen
1. ↑  Ludwig Bauer, Bernhard Gißler: Die Mitglieder der Ersten Kammer der Badischen Ständeversammlung von 1819–1912. Fidelitas, Karlsruhe 1913, 5. Auflage, S. 60
2. ↑  Adolf Roth und Paul Thorbecke: Die badischen Landstände. Landtagshandbuch. Verlag der G. Braunschen Hofbuchdruckerei, Karlsruhe 1907, S. 272
3. 1 2 3 4 5 6 7 8 9 10 11 12 13 14 15 16 17  Dieser Mandatsträger ist in den amtlich veröffentlichten Abgeordnetenlisten als promovierter Akademiker ausgewiesen, d. h. dort üblicherweise mit einem vor dem Namen stehenden Doktor-Grad verzeichnet
4. 1 2 3 4 5  Von 1868 bis 1878 hieß das Pendant zur Deutschen Volkspartei in Baden Demokratische Partei
5. 1 2  Bis 1931 hieß die Stadt Baden-Baden nur Baden.
6. ↑  Dieser Mandatsträger ist in den amtlich veröffentlichten Abgeordnetenlisten als Hochschullehrer ausgewiesen, d. h. dort üblicherweise mit einem vor dem Namen stehenden Professoren-Titel verzeichnet